# Cyprinus intha
Cyprinus intha är en fiskart som beskrevs av Annandale, 1918. Cyprinus intha ingår i släktet Cyprinus och familjen karpfiskar. IUCN kategoriserar arten globalt som starkt hotad. Inga underarter finns listade i Catalogue of Life.